# TNA Unbreakable
TNA Unbreakable es un evento recurrente de lucha libre profesional producido por Total Nonstop Action Wrestling (TNA). El evento original fue una cartelera de pago por evento celebrada durante septiembre de 2005. El segundo evento fue un especial mensual de TNA Plus, celebrado en agosto de 2019.
El 13 de febrero de 2025, TNA anunció que celebraría un tercer evento de Unbreakable como especial mensual el 17 de abril de 2025 en el Cox Pavilion de Paradise, Nevada un suburbio de Las Vegas.

## Resultados

### 2005
TNA Unbreakable fue un evento de lucha libre profesional producido por la Total Nonstop Action Wrestling (TNA), emitido únicamente en el año 2005. Tuvo lugar el 11 de septiembre del 2005 en Orlando, Florida.
- Dark match: Cassidy Riley y Jerrelle Clark terminaron sin resultado. (1:56)
  - La lucha terminó después de que Monty Brown interfiriera golpeando a ambos luchadores.
- Dark match: Shark Boy derrotó a Mikey Batts. (3:20)
  - Shark Boy cubrió a Batts después de un "Dead Sea Drop".
- 3Live Kru (Konnan, Ron Killings & B.G James) derrotaron a The Diamonds in the Rough (Simon Diamond, David Young & Elix Skipper). (4:20)
  - Konnan cubrió a Young después de un "Facejam".
- Austin Aries derrotó a Roderick Strong. (8:00)
  - Aries cubrió a Strong después de un "450° Splash".
- Monty Brown & Kip James derrotaron a Apolo & Lance Hoyt (c/Sonny Siaki). (9:58)
  - Brown cubrió a Apolo después de un "Pounce".
- Chris Sabin derrotó a Petey Williams. (12:34)
  - Sabin cubrió a Williams después de un "Cradle Shock".
  - Después de la lucha Matt Bentley hizo su retorno y le hizo una "Superkick" a Sabin.
  - En un principio, el rival de Sabin era Shocker.
- Abyss (c/James Mitchell) derrotó a Sabu en un No Disqualification match. (11:30)
  - Abyss cubrió a Sabu después de un "Black Hole Slam" sobre una cama con tachuelas.
- Bobby Roode derrotó a Jeff Hardy. (9:07)
  - Roode cubrió a Jeff después de que Jeff Jarrett le golpeara con un palo de hockey.
- The Naturals (Andy Douglas & Chase Stevens) (c/Jimmy Hart) derrotaron a America's Most Wanted (Chris Harris & James Storm), Team Canada (Eric Young & A1) y Johnny Candido & Alex Shelley en un Fatal Four Way Elimination match reteniendo el Campeonato Mundial por Parejas de la NWA. (18:01)
  - Young cubrió a Candido con un "Small Package".
  - Young cubrió a Harris después de que A1 lo golpeara con un palo de Hockey.
  - Stevens cubrió a A1 después de un "Natural Disaster".
  - Sean Waltman era el compañero original de Shelley, pero fue sustituido por Candido al no ser encontrado.
- Raven derrotó a Rhino en un Raven's Rules match reteniendo el Campeonato Mundial Peso Pesado de la NWA. (14:28)
  - Raven cubrió a Rhino después de un "Raven Effect DDT".
- A.J. Styles derrotó a Christopher Daniels y Samoa Joe en un Triple Threat Match ganando el Campeonato de la División X. (22:50)
  - Styles cubrió a Daniels con un "Bridge Pin".
  - Esta lucha fue calificada de 5 estrellas por la Wrestling Observer Newsletter.

### 2019
Unbreakable 2019 tuvo lugar el 2 de agosto de 2019 en el Esports Arena de Santa Ana, California y se emitió en Impact Plus.
- Pre-Show: PPRay (Peter Avalon & Ray Rosas) derrotó a Double Platinum (Chris Bey & Watts).
  - Rosas cubrió a Watts después de un «Fireman's Carry Neckbreaker».
- Jake Crist derrotó a Ace Austin, Trey, Adrian Quest y Danny Limelight y retuvo el Campeonato de la División X de Impact.
  - Crist cubrió a Limelight después de un «Crist Cutter».
- Madison Rayne derrotó a Ayoka Muhara.
  - Rayne cubrió a Muhara después de un «Cross-Rayne».
- Michael Elgin derrotó a Eddie Edwards.
  - Elgin cubrió a Edwards después de un «Elgin Bomb».
- Scott Steiner, Petey Williams & Jordynne Grace derrotaron a Gentleman Jervis, Ryan Taylor & Dicky Mayer.
  - Steiner, Williams & Grace forzaron a Taylor a rendirse con un triple «Steiner Recliner».
- Havok derrotó a la Campeona de Knockouts de Impact Taya Valkyrie (con John E. Bravo).
  - Havok ganó la lucha después que Valkyrie no regresara al ring luego de la cuenta de 10.
  - Durante la lucha, Bravo interfirió a favor de Valkyrie.
  - Como resultado, Valkyrie retuvo el título.
- Rhino derrotó a Moose.
  - Rhino cubrió a Moose después de un «Gore».
- The North (Ethan Page & Josh Alexander) derrotó a Rich Swann & Willie Mack y Reno Scum (Adam Thornstowe & Luster the Legend) y retuvo el Campeonato Mundial en Parejas de Impact.
  - Page cubrió a Thornstowe después de un «The Northern Assault».
- Sami Callihan derrotó a Tessa Blanchard y ganó una oportunidad por el Campeonato Mundial de Impact.
  - Callihan cubrió a Blanchard después de un «Cactus Special '97».
  - Después de la lucha, Callihan y Jake Crist atacaron a Blanchard, pero fueron detenidos por Tommy Dreamer.

### 2025
Unbreakable 2025 tuvo lugar el 17 de abril de 2025 en el Cox Pavilion de Paradise, Nevada, y se emitió en TNA Plus, durante el fin de semana del evento de la WWE WrestleMania.
- Eric Young derrotó a Zachary Wentz y JDC y avanzó a la final del torneo por el inaugural Campeonato Internacional de TNA.
  - Young cubrió a Wentz después de un «Piledriver».
- Steve Maclin derrotó a Eddie Edwards (con Alisha) y Ace Austin y avanzó a la final del torneo por el inaugural Campeonato Internacional de TNA.
  - Maclin cubrió a Edwards después de un «KIA».
  - Durante la lucha, Alisha interfirió a favor de Edwards.
- Moose derrotó a Sidney Akeem.
  - Moose cubrió a Akeem después de un «Lights Out Spear».
  - El Campeonato de la División X de TNA de Moose no estuvo en juego.
- Mike Santana & The Hardys (Matt Hardy & Jeff Hardy) derrotaron a Mustafa Ali & The Nemeth Brothers (Nic Nemeth & Ryan Nemeth).
  - Jeff cubrió a Nic después de una «Swanton Bomb».
- Joe Hendry & Masha Slamovich derrotaron a Frankie Kazarian & Tessa Blanchard.
  - Hendry cubrió a Kazarian después de un «Standing Ovation».
  - Durante la lucha, Victoria Crawford interfirió atacando a Slamovich.
- Sami Callihan derrotó a Mance Warner (con Steph De Lander) en un Barbed Wire Massacre.
  - Callihan cubrió a Warner después de un «Cactus Driver 97» sobre un alambre de púas.
- Steve Maclin derrotó a AJ Francis y Eric Young y ganó el inaugural Campeonato Internacional de TNA.
  - Maclin cubrió a Francis después de un «KIA».